# 桑田りん
桑田りん（くわたりん、1958年9月28日 - ）は日本の歌手である。東京都世田谷区出身。1985年デビュー。身長158cm、血液型A型。本名、桑田 恵美子。

## 来歴
「りん」とは小学4年生時に付いたあだ名で、通学時にカバンにカウベルを付けて“リンリン”鳴らしながら歩いていたというのがその由来。そしてこれをそのまま自らの芸名としている。
3歳の頃からクラシックピアノ、バレエを習う。小学生の頃に、NHK東京児童合唱団に入団。小学校6年生の頃にラジオから流れるジョン・レノンなどのポップスを聴いて影響を受ける。東京女学館中学校・高等学校・東京女学館短期大学卒業。中学から短大まで一貫して東京女学館に在学していた。その後アマチュアバンドを組んで活動していた他、金子マリや山下久美子、佐野元春のコンサートなどでバックコーラスを務める。1981・1982年に佐橋佳幸率いるUGUISSに2代目ボーカリストとして参加。バンドデビューに向けてデモのレコーディングやライブ活動をしていたが、自身のソロデビューが決まり脱退。1985年にソロ・ボーカリストとしてシングル『ANGEL/TWIST』（テイチク）でメジャー・デビュー。2枚のアルバムには真島昌利、篠原太郎、タケカワユキヒデなどが楽曲提供。2ndアルバム『GALA』では石川セリの「八月の濡れた砂」をカバー。

## ディスコグラフィー

### シングル
- 『ANGEL/TWIST』(1985年5月21日) ※両A面
- 『ラプソディー』c/w:100年たっても(1986年6月21日) ※月桂冠「TIME」CMソング
- 『流行色』c/w:NO!NO!NO!(1986年9月21日) ※メナード男性化粧品イメージソング

### アルバム
- 『世界中の時計を止めてしまいたい夜』 (1985年9月21日)
  1. REPEAT
  2. TWIST
  3. AIR PORT
  4. 世界中の時計を止めてしまいたい夜
  5. CHEEK to CHEEK
  6. WAVE-6月の海
  7. 踊ってよスマイリー
  8. ANGEL

- 『GALA』 (1986年11月5日)
  1. まぼろし
  2. 流行色
  3. 素敵なBEAT TIME
  4. ラプソディー
  5. 八月の濡れた砂
  6. 花まつり
  7. NO!NO!NO!
  8. ぼくら
  9. 100年たっても

### その他
- UGUISS
  - 『UGUISS 30th Anniversary Edition』 (2013年7月10日)
    - DISC2に桑田歌唱のデモ音源「Sweet Rain」、「Maybe Tomorrow」の2曲を収録。
    - 「Sweet Rain」は渡辺美里の「彼女が髪を切った理由」の原曲である。

## 出演番組
- ロック・スタディ（FM秋田）[2]
- ミュージック・タペストリー（FM北海道）[2]